# Loubressac
Loubressac (okzitanisch Laubreçac) ist eine Gemeinde mit 514 Einwohnern (Stand 1. Januar 2022) im Département Lot in der französischen Region Okzitanien. Der Ort zählt zu den „Schönsten Dörfern Frankreichs“.

## Lage
Loubressac liegt auf einer Bergkuppe hoch über dem Tal der Dordogne im Nordosten der an kulturellen und kulinarischen Attraktionen überaus reichen Landschaft des Quercy etwa 75 Kilometer (Fahrtstrecke) in nordöstlicher Richtung von Cahors entfernt. Bis Saint-Céré sind es etwa zehn Kilometer in östlicher Richtung; Beaulieu-sur-Dordogne liegt etwa 16 Kilometer nordöstlich. Die ebenfalls zu den Schönsten Dörfern Frankreichs gehörenden Ortschaften Carennac und Martel liegen etwa elf bzw. 27 Kilometer nordwestlich; Autoire liegt etwa fünf Kilometer südöstlich. Der mittelalterliche Pilgerort Rocamadour liegt etwa 22 Kilometer in südwestlicher Richtung.

## Bevölkerungsentwicklung
| Jahr      | 1968 | 1975 | 1982 | 1990 | 1999 | 2006 | 2018 |
| Einwohner | 367  | 375  | 405  | 449  | 432  | 458  | 525  |

## Wirtschaft
Die Einnahmen aus dem Tourismus spielen heutzutage die größte Rolle im Wirtschaftsleben der Gemeinde. Doch ist der kleine, etwas abgelegene Ort nur selten überlaufen.

## Geschichte
Eine gallorömische Siedlung befand sich unterhalb des heutigen Dorfes beim Ortsteil Église-Basse. Im 14. Jahrhundert, der Zeit des Hundertjährigen Krieges (1337–1453) zwischen England und Frankreich, flüchteten sich die Bewohner in die von Adhémar d’Aigrefeuille auf einem Felssporn errichtete Burg, wo dann allmählich eine Ansiedlung entstand.

## Sport
Im Jahr 2024 führte die Tour de France auf der 12. Etappe durch Loubressac. Auf der D38 wurde an der Kreuzung mit der D673 eine Bergwertung der 4. Kategorie unter dem Namen Côte d’Autoire (349 m) abgenommen. Diese wies auf einer Länge von 2,7 Kilometern eine durchschnittliche Steigung von 5,9 % auf. Die Bergwertung gewann der Norweger Jonas Abrahamsen.

## Sehenswürdigkeiten

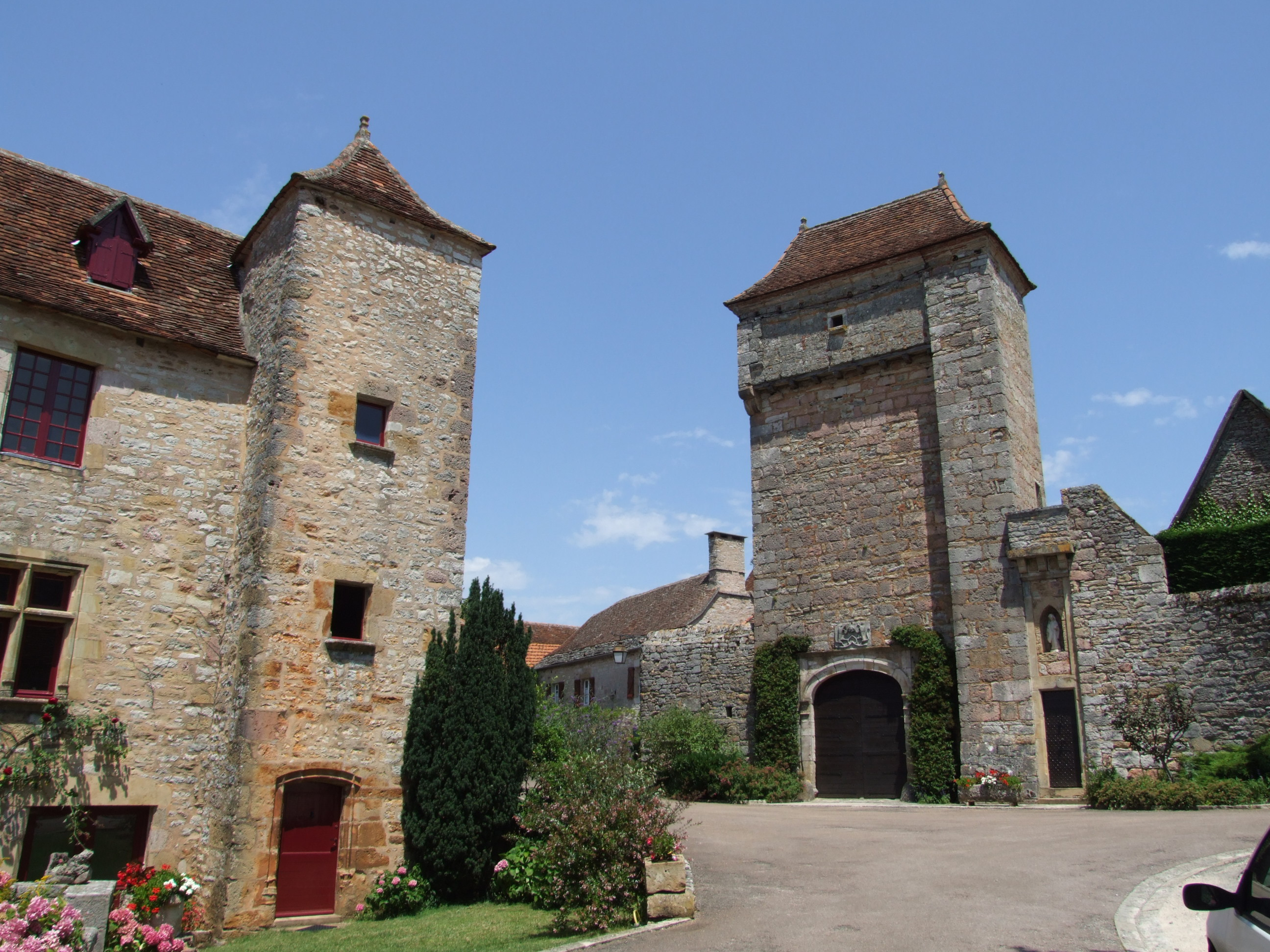
Häuser und Türme

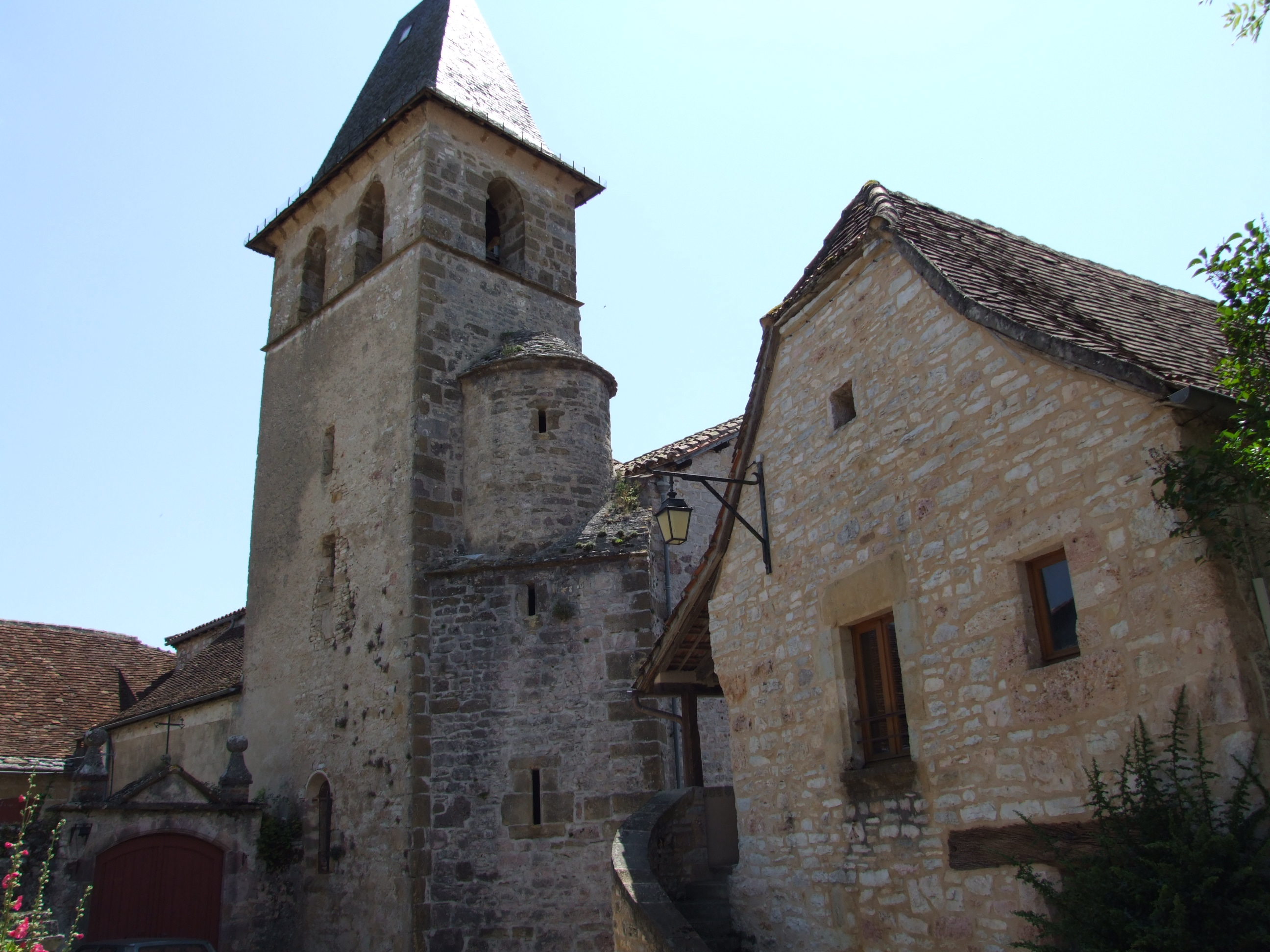
Kirche Saint-Jean-Baptiste

- Das in seiner Gesamtheit mittelalterlich und idyllisch anmutende Ortsbild von Loubressac hat sich in den letzten Jahren durch einige Neubauten etwas verändert, jedoch sind alle Neubauten mit Naturstein verkleidet worden. In Richtung Norden bietet sich eine gute Aussicht über das Tal der Dordogne.
- Das Schloss Loubressac ist ein – abgesehen von seinem großen Portalturm mit einem Wappen – eher unauffälliger Bau aus dem 15. bis 17. Jahrhundert. Es befindet sich in Privatbesitz und ist nicht zu besichtigen.
- Die Église Saint-Jean-Baptiste erscheint aus der Ferne von außen wie ein kleines Herrenhaus mit Turm. Das in den Hugenottenkriegen (1562–1598) arg in Mitleidenschaft gezogene Portal zeigt Figuren von Adam und Eva sowie einen Christus in der Mandorla; am Portalgewände findet sich eine Kette mit Jakobsmuscheln. Das Innere der Kirche ist einschiffig und mit einem – im 19. Jahrhundert bemalten – Rippengewölbe versehen. Vier Seitenkapellen öffnen den Raum und dienen gleichzeitig zur Stabilisierung der Wände. Die Apsis ist mit barocken Figuren geschmückt: Kreuzigungsgruppe in der Mitte, Apostelfiguren seitlich. Das Kirchenbauwerk wurde im Jahre 1971 als Monument historique eingestuft.[4]
- Im Tal steht eine Brücke (Pont de Maday) aus dem 14. Jahrhundert, die jedoch im 18. Jahrhundert erneuert wurde. Sie ist seit 1979 als Monument historique anerkannt.[5]
- In der Umgebung befinden sich drei steinzeitliche Dolmen: der Dolmen d’Auraste und die beiden weniger gut erhaltenen Dolmen von Le Pech Plumet.

## Sonstiges
Der französische Filmregisseur Georges Lautner drehte im Jahr 1972 den Film Quelques messieurs trop tranquilles in Loubressac.